# Halocarpus kirkii
Halocarpus kirkii är en barrträdart som först beskrevs av Ferdinand von Mueller och Filippo Parlatore, och fick sitt nu gällande namn av Christopher John Quinn. Halocarpus kirkii ingår i släktet Halocarpus och familjen Podocarpaceae. Inga underarter finns listade i Catalogue of Life.
Arten förekommer på Nordön i Nya Zeeland. Den växer i låglandet och i kulliga regioner upp till 700 meter över havet. Växten är utformad som ett litet träd. Det hittas ibland tillsammans med kauriträdet. Trädet bildar oftare grupper med Dacrycarpus dacrydioides, rimu, Podocarpus cunninghamii och Prumnopitys ferruginea. Även ormbunkar av släktena Cyathea och Dicksonia finns i samma skogar. Vanlig är epifyter.
Beståndet påverkas av intensivt skogsbruk. Hela populationen antas vara stor. IUCN kategoriserar arten globalt som nära hotad.